# Тон
Вижте пояснителната страница за други значения на Тон.
Тон (символ в SI: t) е мерна единица за маса, сила, обем или енергия.

## Маса
Официалната в България Международна система SI допуска използването на единицата тон, макар че основната единица за маса е килограм. 1 тон (t) е равен на 1000 килограма (kg).
В страните, където метричната система е стандарт, тази единица се нарича просто „тон“. В англосаксонския свят 1000-килограмовият тон се нарича „метричен тон“, за да се разграничи от дълъг тон и къс тон, тъй като в английската система единици се използват:
- къс тон (short ton или просто ton в САЩ) равен на 907,184 74 kg
- дълъг тон (long ton или просто ton във Великобритания) равен на 1016,046 908 8 kg

## Сила
Единицата за сила в SI е нютон (N). Въпреки това наред с нея се използва (не се допуска да се употребява съвместно с нютон) и единицата тон. Друго използвано име в този контекст е тон-сила, по аналогия с килограм-сила. 1 тон-сила е силата на тежестта, действаща върху маса 1 тон при земна гравитация (g = 9,80665 m/s²). 1 тон-сила (t) е равен на 9,806 65 килонютона (kN).

## Обем
Единицата за обем в SI е кубичен метър (m³) или литър (озн. L или l) и производните им. В корабоплаването обаче се използват единици за обем като товарен тон, а също нето или бруто регистър тон. 1 товарен тон обем е равен на 1,132 673 863 68 кубични метра (m³). 1 регистър тон е равен на 2,831 684 659 2 кубични метра (m³). Водоизместването на корабите се измерва като маса, а не като обем.

## Енергия
Единицата за енергия в SI е джаул (J). Въпреки това наред с нея се използват (не се допуска да се употребяват съвместно с джаул) единиците калория (cal) и тон (t). В този контекст се говори за еквивалент на енергията, получавана от един тон дадено вещество, обикновено тротил (или въглища, нефт). 1 тон тротилов еквивалент е равен на 1 000 000 (големи или хранителни) калории (cal) или на 1 (малка или химична) гигакалория (Gcal) или на 4,184 гигаджаула (GJ)

## Производни единици
Съгласно SI, за маса (а по аналогия в останалите случаи) се използват и производни единици:
- килотон (kt) = 1000 тона (t)
- мегатон (Mt) = 1 000 000 тона (t)
- гигатон (Gt) = 1 000 000 000 тона (t)